# Al-Djoedie

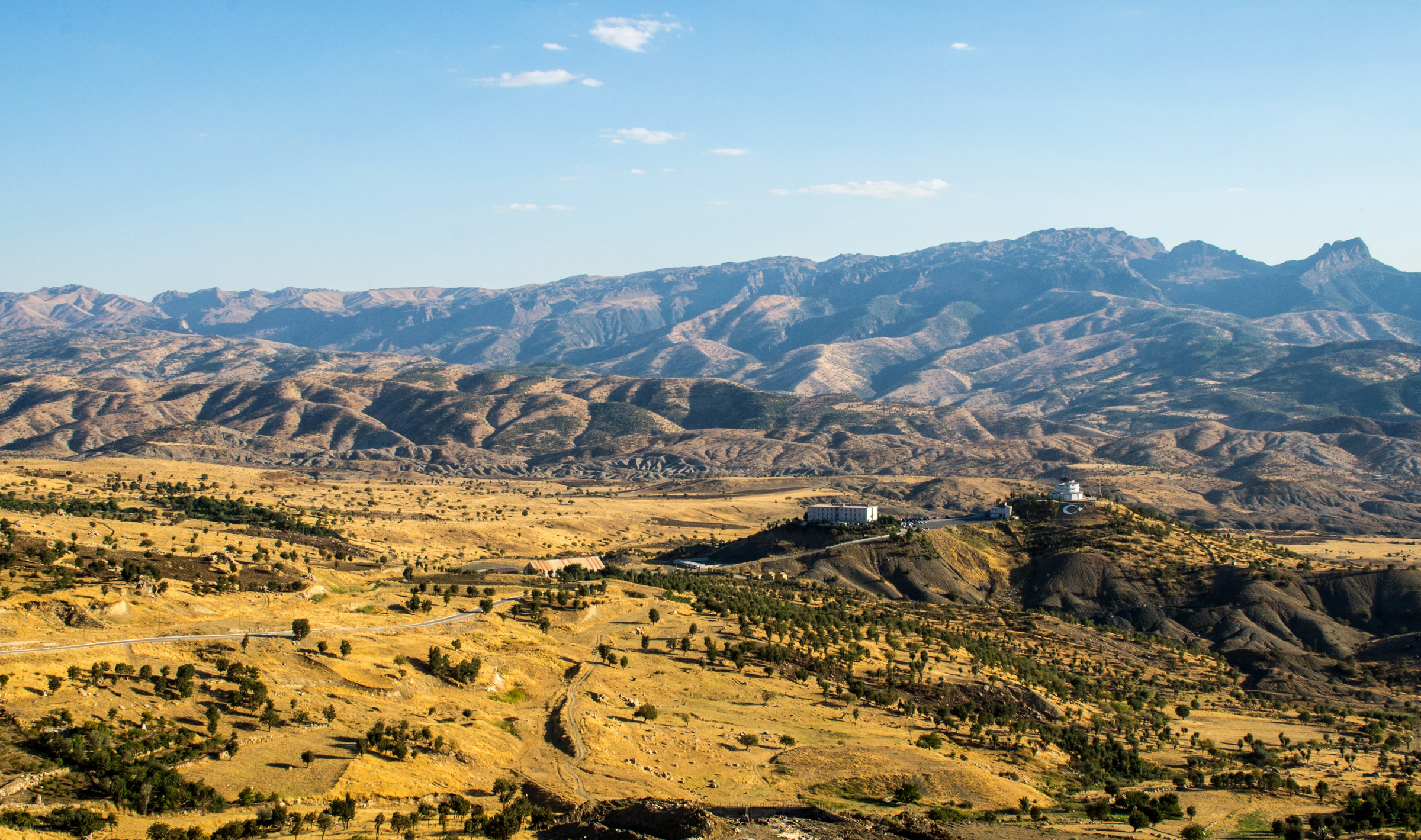
Vlakte van Al-Djoedie

De Al-Djoedie of Djôedy (Arabisch: الجودي, Turks: Cudi) is een berg gelegen in Turkije, nabij de Syrische en Iraakse grens. De berg is waar volgens de islamitische traditie de ark van Noach is gestrand op basis van soera Hud 44. Al Djoedie is 2089 meter hoog.
Soera Hud 44 stelt:
En er werd gezegd: "O, aarde, slok op uw water en o, hemel, houd op (met regenen)." En het water werd tot zakken gebracht en het gebod was vervuld. En de Ark kwam op (de berg) Al-Djoedie te rusten. En er werd gezegd: "Vervloekt zij het onrechtvaardige volk.
Volgens islamitische Overleveringen stapelden de bergen op de dag van de overstroming in het gebied Al Jazirah (noordwest Mesopotamië) zich op elkaar om niet bedolven te worden door het water. Al Djoedie zou zich echter nederig hebben opgesteld tegenover God waardoor de berg gespaard bleef. Volgens sommigen zouden tot in de 7e eeuw restanten van de aangespoelde Ark op de berg te zien zijn geweest.